# Love's Unkind
«Love's Unkind» (en español: «El amor es cruel») es el cuarto sencillo del álbum I Remember Yesterday de la cantante Donna Summer. La canción combina la música disco con la música popular de la década de los 50, y cuenta historias de la escuela secundaria y de triángulos amorosos. Se convirtió en uno de sus mayores éxitos en el Reino Unido y un hit Europa.

## Sencillos
- NL 7" sencillo (1977) Groovy GR S 15044[1]

1. «Love's Unkind» - 4:24
2. «Black Lady» - 3:47

- UK 7" sencillo (1977) GTO GT 113[2]

1. «Love's Unkind»
2. «Autumn Changes»

- GER 7" sencillo (1977) Atlantic ATL 11 063[3]

1. «Love's Unkind» - 4:24
2. «Black Lady» - 3:47

## Posicionamiento
| Lista/País (1977)    | Posición más alta | Período    |
| -------------------- | ----------------- | ---------- |
| Ö3 Austria Top 40    | 18                | 8 semanas  |
| Media Control Charts | 18                |            |
| Dutch Top 40         | 28                | 2 semanas  |
| Irish Singles Chart  | 2                 |            |
| UK Singles Chart     | 3                 | 13 semanas |

### Certificaciones
| País        | Asociación | Certificación | Fecha                  |
| ----------- | ---------- | ------------- | ---------------------- |
| Reino Unido | BPI        | Plata         | 1 de diciembre de 1977 |
| Reino Unido | BPI        | Oro           | 1 de enero de 1978     |